# Lhenice (Bžany)
Lhenice (německy Welhenitz) jsou malá vesnice, část obce Bžany v okrese Teplice. Nachází se asi dva kilometry jihozápadně od Bžan. Lhenice leží v katastrálním území Lhenice u Bžan o rozloze 3,78 km². V katastrálním území Lhenice u Bžan leží i Bukovice a Mošnov.

## Historie
První písemná zmínka o vesnici pochází z roku 1485.

## Obyvatelstvo
Při sčítání lidu v roce 1921 zde žilo 230 obyvatel (z toho 111 mužů), z nichž bylo osmnáct Čechoslováků a 212 Němců. Kromě jednoho evangelíka se ostatní hlásili k římskokatolické církvi. Podle sčítání lidu z roku 1930 měla vesnice 228 obyvatel: 26 Čechoslováků a 202 Němců. Převažovala římskokatolická většina, ale žili zde také tři členové církve československé a třináct lidí bez vyznání.
|                                                                | 1869 | 1880 | 1890 | 1900 | 1910 | 1921 | 1930 | 1950 | 1961 | 1970 | 1980 | 1991 | 2001 | 2011 | 2021 |
| -------------------------------------------------------------- | ---- | ---- | ---- | ---- | ---- | ---- | ---- | ---- | ---- | ---- | ---- | ---- | ---- | ---- | ---- |
| Obyvatelé                                                      | 213  | 224  | 214  | 215  | 262  | 230  | 228  | 144  | 131  | 123  | 114  | 86   | 72   | 88   | 98   |
| Domy                                                           | 36   | 36   | 36   | 40   | 42   | 41   | 41   | 48   | —    | 34   | 30   | 31   | 30   | 34   | 34   |
| Počet domů z roku 1961 je zahrnut v domech místní části Bžany. |      |      |      |      |      |      |      |      |      |      |      |      |      |      |      |

## Obecní správa
Při sčítání lidu v roce 1869 Lhenice byly osadou obce Kostomlaty pod Milešovkou v okrese Teplice, v letech 1880–1950 byly samostatnou obcí, se kterým patřily nejprve do okresu Teplice, ale v letech 1900–1930 v okrese Duchcov a v roce 1950 v okrese Bílina. Od roku 1960 jsou částí obce Bžany v okrese Teplice.

## Pamětihodnosti
Kaple svatého Jana Nepomuckého s požární zbrojnicí ve Lhenicích byla postavena roku 1894 a 16. května 1894 na den svatého Jana Nepomuckého vysvěcena. S čtverhrannou průčelní věžičkou bez zvonu stojí v obci nad průjezdní silnicí. Součástí kaple je požární zbrojnice. Kaple je ve vlastnictví obce Bžany.

## Galerie

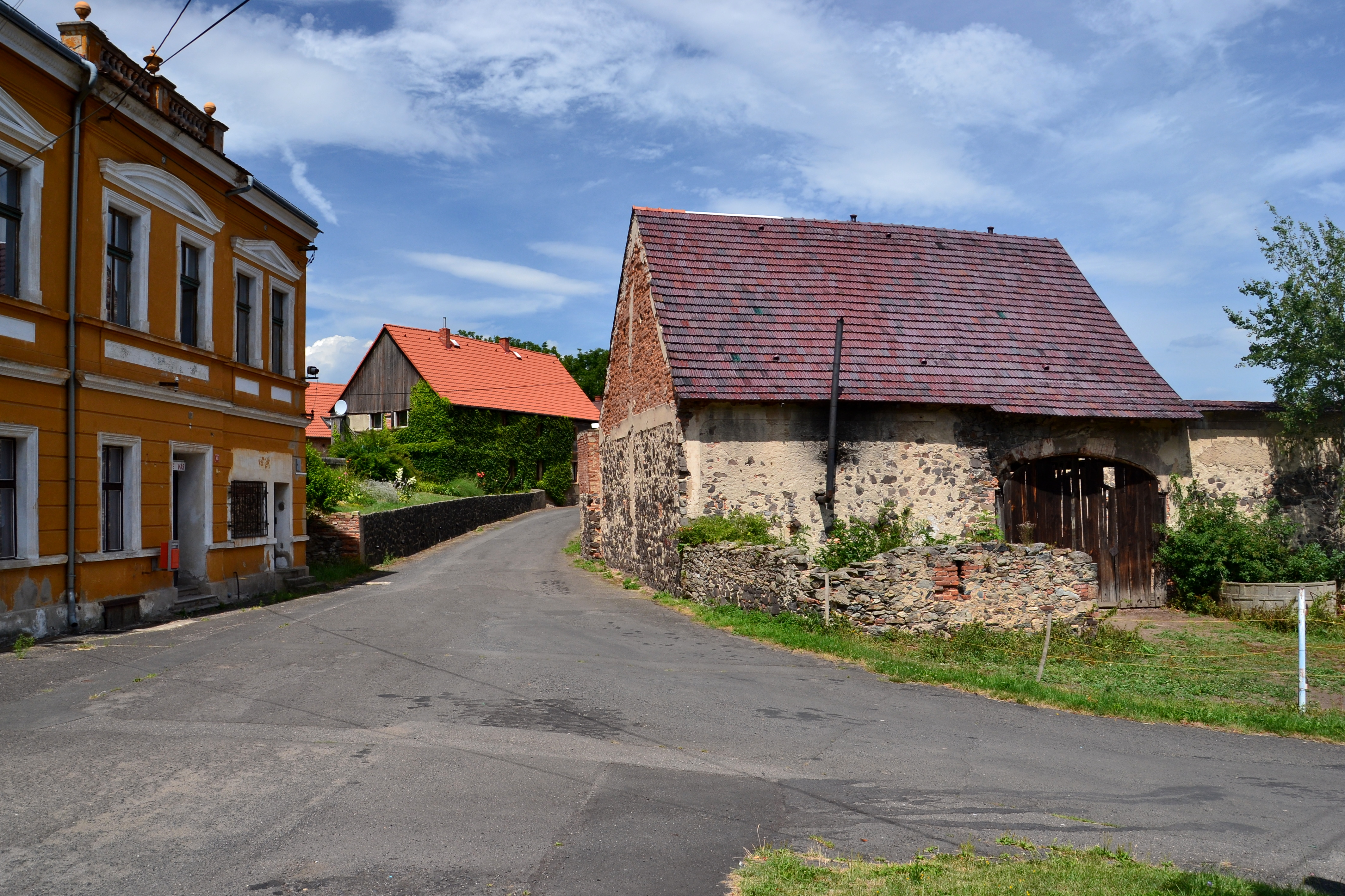
Ulice ke kapli
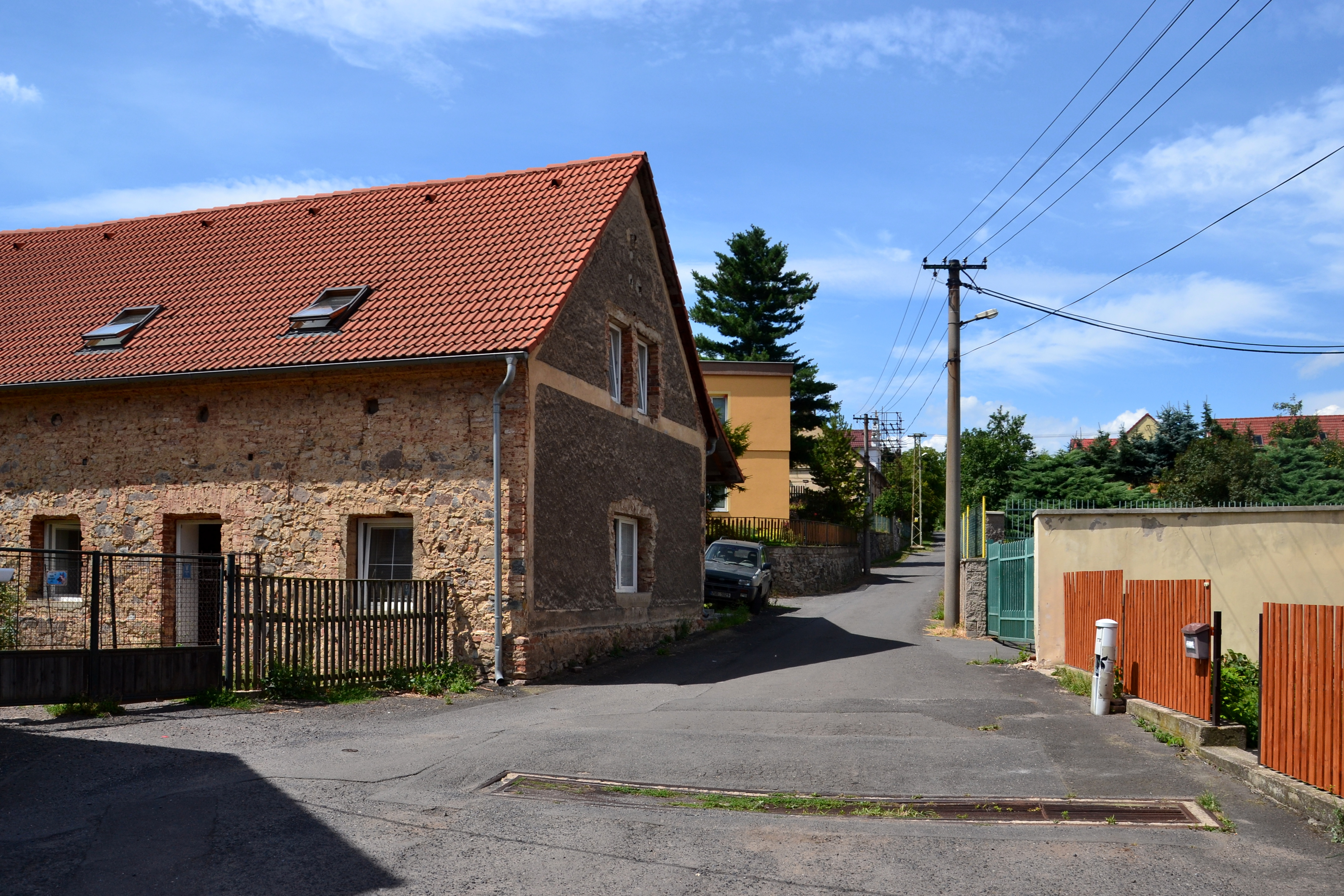
Prostranství před kaplí
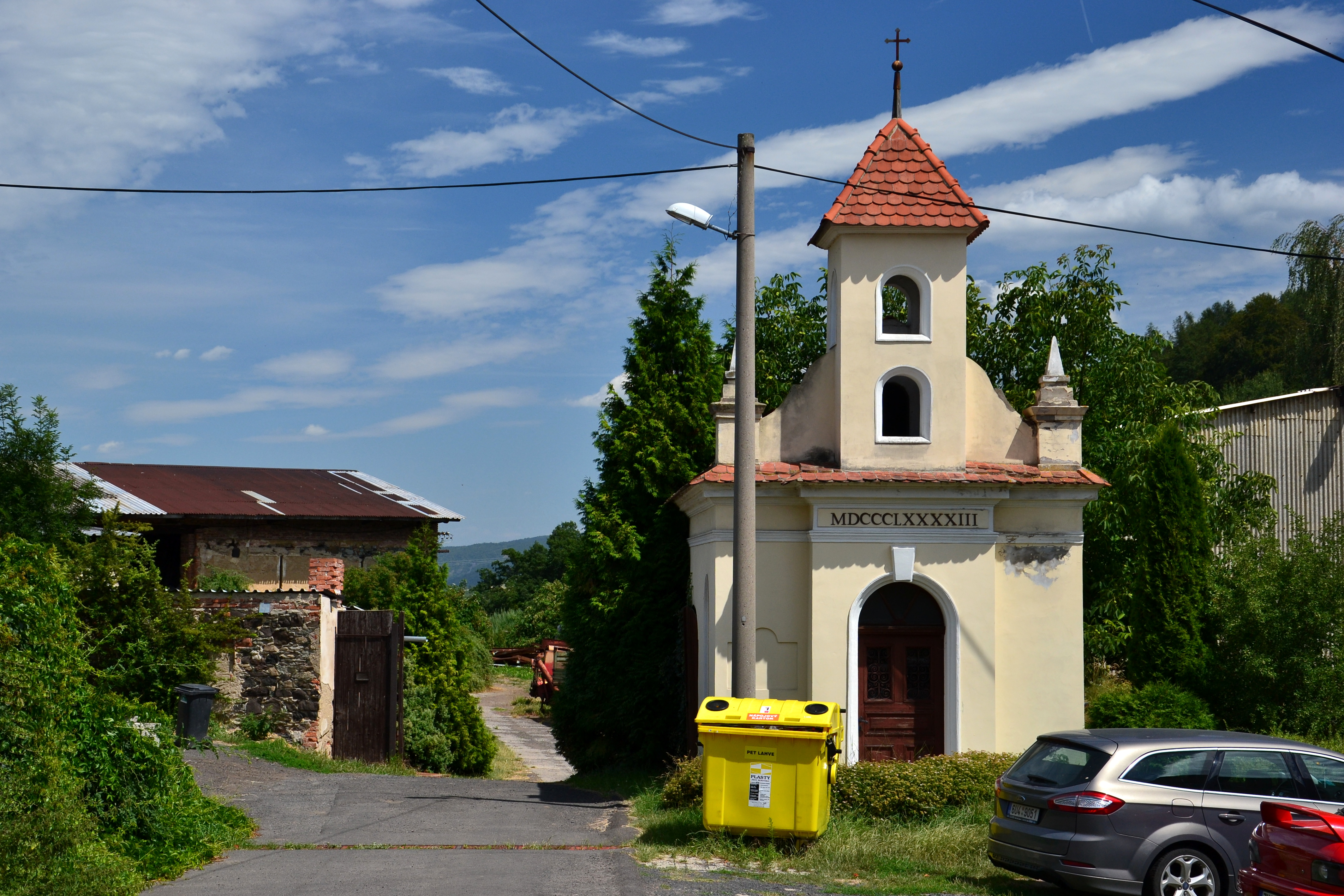
Kaple